# Folke (gatukonstnär)
Folke, som författare även med pseudonymen Pseudonymf Oldbrind, är en svensk gatukonstnär, klottrare och författare. Han är framförallt verksam i Stockholm. Han har inte gått ut med sin verkliga identitet. Gatukonstnären Folke sätter upp klistermärken med korta texter och nonsensmeningar. De uttrycker åsikter som "Din morsa gillar Folke",  utrop "Ät kakor i sängen" eller ordlekar. Han använder alltid ett typsnitt ur egyptiennefamiljen med kraftigare jämntjocka linjer och rundade serifer. Det är normalt korthuggna meningar med endast några få ord men det finns exempel på klistermärken med flera rader meningar. Normalt är märkena 5–6 centimeter höga och dubbelt så breda. De klistras fast på väggar, trafikmärken, parkeringsautomater, lyktstolpar etc.
Som författare har han skrivit böckerna Folke letar efter Gud och Vit Skit som gavs ut under pseudonymerna Pseudonymf Oldbrind respektive Pseudo-Nymf Oldbrind.